# Powiat Paderborn
Powiat Paderborn (niem. Kreis Paderborn) – powiat w Niemczech, w kraju związkowym Nadrenia Północna-Westfalia, w rejencji Detmold. Stolicą powiatu jest miasto Paderborn.

## Podział administracyjny
Powiat Paderborn składa się z:
- siedmiu gmin miejskich (Stadt)
- trzech gmin wiejskich (Gemeinde)

Gminy miejskie:
| Lp. | Nazwa gminy miejskiej | Ludność (31.12.2010) | Powierzchnia km² |
| --- | --------------------- | -------------------- | ---------------- |
| 1   | Bad Lippspringe       | 15.200               | 50,95            |
| 2   | Bad Wünnenberg        | 12.256               | 161,28           |
| 3   | Büren                 | 21.500               | 170,87           |
| 4   | Delbrück              | 30.047               | 157,27           |
| 5   | Lichtenau             | 10.925               | 192,40           |
| 6   | Paderborn             | 146.283              | 179,51           |
| 7   | Salzkotten            | 24.868               | 109,61           |

Gminy wiejskie:
| Lp. | Nazwa gminy wiejskiej | Ludność (31.12.2010) | Powierzchnia km² |
| --- | --------------------- | -------------------- | ---------------- |
| 1   | Altenbeken            | 9.269                | 76,23            |
| 2   | Borchen               | 13.488               | 77,19            |
| 3   | Hövelhof              | 15.980               | 70,75            |

## Współpraca
Miejscowość partnerska powiatu:
- Tempelhof-Schöneberg, Berlin